# Пітер Бонетті
Пітер Бонетті (англ. Peter Bonetti, 27 вересня 1941, Лондон — 12 квітня 2020) — англійський футболіст, воротар.
Насамперед відомий виступами за клуб «Челсі», а також національну збірну Англії, з якою ставав чемпіоном світу. Є другим рекордсменом «Челсі» за кількістю матчів, проведених за клуб — 729.

## Клубна кар'єра
Пітер Філіп Бонетті, що народився 27 вересня 1941 в Лондоні, має швейцарські коріння. Його батьки перебралися до Англії з італійського кантону Швейцарії Тічино і незабаром осіли в Путні, неподалік від стадіону «Стемфорд Брідж». Пітер з дитинства хотів грати за «Челсі», але коли йому виповнилося 7 років, його сім'я переїхала з Лондона до Уертінзі, що в Сассексі. Там його батьки успішно управляли своїм кафе на набережній, а Пітер тим часом блищав в юніорській команді ФК «Уертінзі».
Знаючи про мрію сина грати за «Челсі», мама Пітера написала кілька листів головному тренеру «синіх» Теду Дрейку з проханням взяти сина на перегляд. (До того часу Бонетті перебрався з «Уортінга» в юнацьку команду «Редінга»). Пітер відмінно проявив себе на офіційних оглядинах, був зарахований до штату і незабаром блиснув у розіграші молодіжного Кубка Лондона. У той час справи в основної команди ладилися не дуже вдало і тоді Тед Дрейк, схильний до несподіваних і авантюрним ходам, вирішив надати 18-річному Бонетті шанс, випустивши його в квітні 1960 На матч з «Манчестер Сіті». Пітер сповна виправдав довіру тренера, відігравши «на нуль». Після цієї гри він почав регулярно виходити «в основі», витіснивши свого більш досвідченого конкурента Рега Меттьюз, який дискредитував себе в очах тренера парою невдалих матчів. У решти п'яти іграх того сезону Бонетті пропустив 7 голів.
У тому ж сезоні Бонетті допоміг виграти «Челсі» молодіжний Кубок Англії — перший в історії «синіх». Перший матч фіналу з «Престоном» він пропустив через перелом носа, але до відповідної гри повернувся до складу і цей матч став для нього останнім у складі челсійской «молодіжки». У той час в молодіжній команді «синіх» підростала талановита зміна — Террі Веннейблс, Боббі Темблінг, Рон Харріс.
За відмінну реакцію і акробатичні стрибки за «мертвими» м'ячами вболівальники прозвали Бонетті «Котом».
Бонетті в 1975 р пішов з клубу. Як вільний агент він перебрався в США, в клуб «Сент-Луїс Старс».
У 1976 році він повернувся в «Челсі», який тоді грав у другому дивізіоні, і допоміг йому повернутися в еліту. Після вильоту в другий дівізон Бонетті переїхав на острівець Малл, де йому довелося працювати листоношею. Завершив професійну ігрову кар'єру у клубі «Данді Юнайтед», за який виступав 1979 року. Згодом вийшов на пенсію. Іноді грав за ветеранську збірну Англії. У 2007 році записав свою автобіографію.
|  | Три найкращих голкіпери, котрих я колись бачив, – це Гордон Бенкс, Лев Яшин та Пітер Бонетті |

 — визнавав Пеле.

## Виступи за збірну
1966 року дебютував в офіційних матчах у складі національної збірної Англії. Протягом кар'єри у національній команді, яка тривала 5 років, провів у формі головної команди країни лише 7 матчів.
У складі збірної був учасником чемпіонату світу 1966 року в Англії, здобувши того року титул чемпіона світу та чемпіонату світу 1970 року у Мексиці.

## Титули і досягнення
- Володар Кубка англійської ліги (1):

«Челсі»: 1964-65
- Володар Кубка Англії (1):

«Челсі»: 1969-70
- Володар Кубка Кубків УЄФА (1):

«Челсі»: 1970-71
- Чемпіон світу (1):

1966